# İstisu
İstisu (armeniska: Jermajur, Ձերմաջուր) är en ort i Azerbajdzjan.   Den ligger i distriktet Kəlbəcər Rayonu, i den västra delen av landet, 300 km väster om huvudstaden Baku. İstisu ligger 2 211 meter över havet och antalet invånare är 929.
Terrängen runt İstisu är kuperad söderut, men norrut är den bergig. İstisu ligger nere i en dal. Runt İstisu är det ganska glesbefolkat, med 30 invånare per kvadratkilometer.. Närmaste större samhälle är Kerbakhiar, 19,5 km norr om İstisu. 
Trakten runt İstisu består i huvudsak av gräsmarker.